# Jean Duhail
Jean Alexandre Jules Duhail connu comme le Commandant Vallin dans la Résistance française, né le 18 mars 1905 au Havre et mort en avril 1944 au lieu-dit Sous le Rosay à Viry (abattu par les Allemands en présence de son épouse d’une rafale de mitraillette, ceci après avoir été torturé), est un résistant français, responsable du maquis du Haut-Jura. Il est enterré à Viry.

## Décorations
- Médaille de la Résistance française avec rosette (décret du 24 avril 1946)

## Hommages

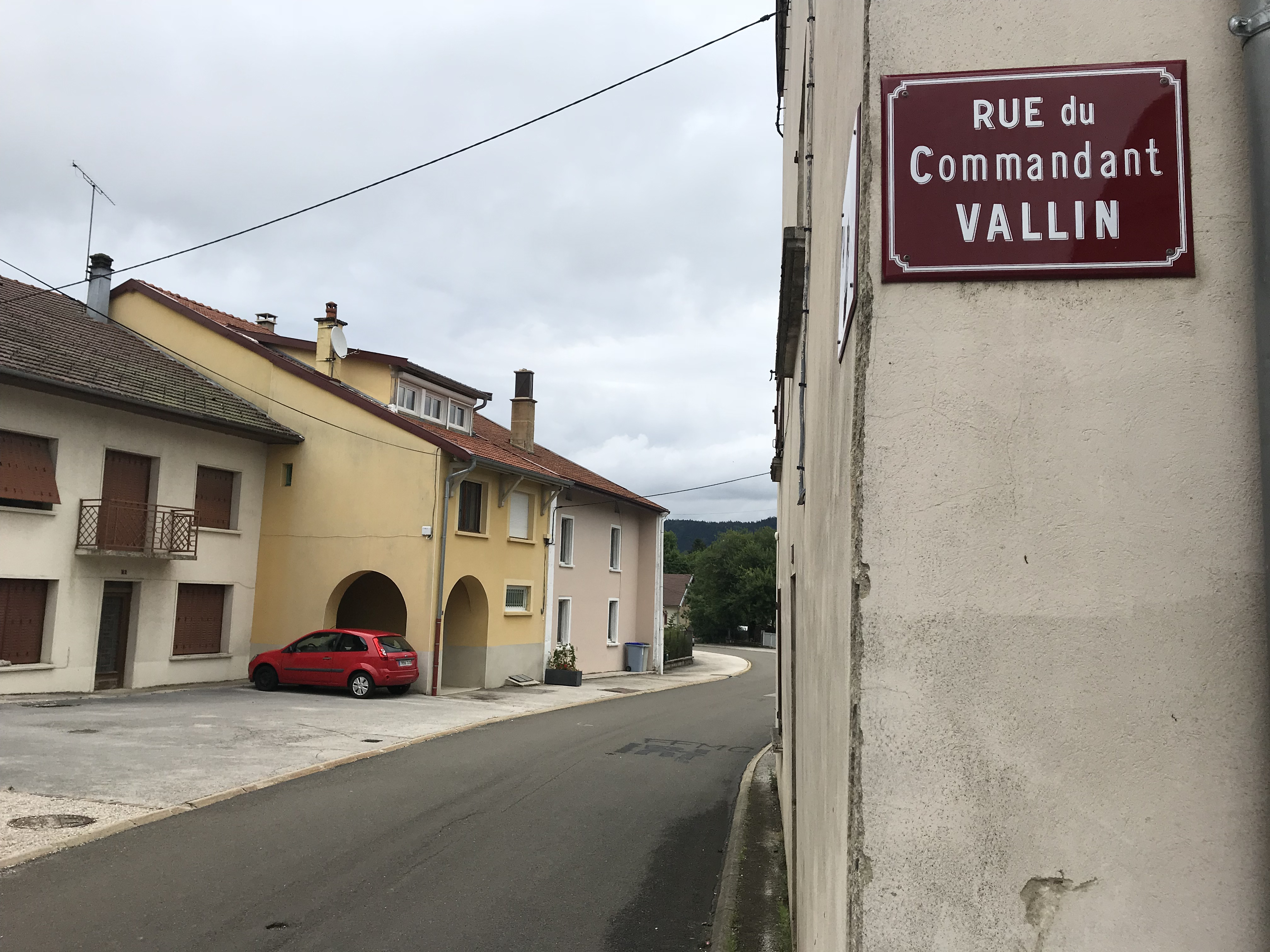
Panneau de la rue du Commandant Vallin à Viry.

- Il y a une rue du Commandant-Jean-Duhail à Fontenay-sous-Bois (Val-de-Marne).
- Il y a une rue du Commandant Vallin à Saint-Claude (Jura) et à Viry (Jura).